# Celebes Setentrional

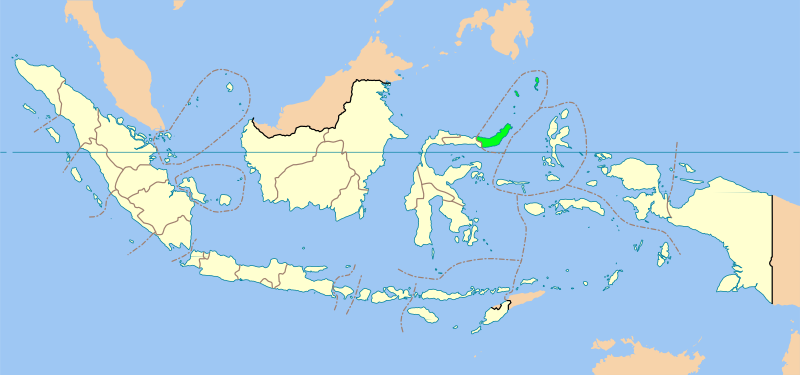
A província de Celebes Setentrional

Celebes Setentrional é uma província da Indonésia, uma das cinco da ilha de Celebes. Possui uma população de 1,97 milhão de habitantes (2000) e área de 15 272,44 kmª. A capital e principal cidade é Manado, que concentra um terço da população da província.
A província foi formada em 1960, com a cisão da antiga província de Celebes. Celebes do Norte é predominantemente cristã (95%), com uma minoria hindu. O principal grupo étnico é o dos minahasa.
As principais atividades econômicas são a agricultura (coco, cravo, noz-moscada, baunilha, café e verduras), a pesca (atum, atum-bonito, garoupa e algas), a mineração (do ouro) e o turismo.
O principal aeroporto é o Aeroporto Internacional Sam Ratulangi. O principal porto é o Porto de Bitung.
Em dezembro de 2000, parte da província foi desmembrada para formar a nova província de Gorontalo.